# ビキニ環礁

ビキニ環礁の地域旗
青地の中の23の白い星が当環礁の23の島、右上の3つの黒い星がキャッスル作戦で破壊された3つの島、右下の2つの黒星が島民が移住した2つの島を示している。旗の中のマーシャル語の記述は、1946年に米軍から退去を求められた際に首長が島民に語った言葉で「全ては神の手の内に」を意味する。

ビキニ環礁（ビキニかんしょう、英: en:Bikini Atoll）は、かつて日本委任統治下南洋諸島の1島で1945年8月15日のアメリカ合衆国への割譲以降、1946年7月1日のアメリカ合衆国による第二次世界大戦後の最初の核実験（原子爆弾実験）と、それ以降1958年まで23回の核実験（原子爆弾および水素爆弾）が行われた環礁である。現在はマーシャル諸島共和国に属する。
1946年7月の原子爆弾の実験が由来となって水着のビキニの名称が生まれた（後述）。

## 概要
ビキニ島とも呼ばれ、第二次世界大戦前の日本の海図にはピキンニ島と記述されている例もある。
23の島嶼からなり、礁湖の面積は594.1平方キロメートル。
1946年から1958年にかけて、太平洋核実験場の一つとしてアメリカ合衆国が23回の核実験を行った。
2010年、第34回世界遺産委員会において、ユネスコの世界遺産リスト（文化遺産）に登録された。マーシャル諸島共和国初かつ唯一の世界遺産となった。

## 語源
この島の名は、ドイツ領ニューギニアの一部だったときにつけられたドイツ植民地名「ビキニ（Bikini）」に由来する。ドイツ語の名前はマーシャル語での島名「ピキンニ（pikinni）」の響きから変換された。「pik」が「表面」を、「ni」が「ココナッツ」を表し、「ココナッツの表面（surface of coconuts）」の意味だった。

## 核実験
1946年7月にアメリカ合衆国は、前年8月15日の日本の降伏に伴う割譲によりアメリカ合衆国の信託統治領となったばかりの旧南洋群島ビキニ環礁を核実験場に選んだ。それは歴史的に核実験場の多くが本国の人口密集地ではなく、旧ソ連カザフ、中国新疆、フランス旧植民地アルジェリア、仏領ポリネシアといった地域であったことと同様であり、核植民地主義の観点から批判される。
住人170人は無人島のロンゲリック環礁に強制移住させられたが、漁業資源にも乏しく、飢餓に直面した。1948年にアメリカ軍弾道ミサイル基地クワジャリン環礁に寄留し、さらに無人島キリ島へと強制移住させられた。同年、実験場が隣のエニウェトク環礁に変更された。1954年には再度実験場がビキニ環礁に戻り、核実験は1958年7月まで続けられた。この12年間に、23回の核実験が実施された。

### クロスロード作戦

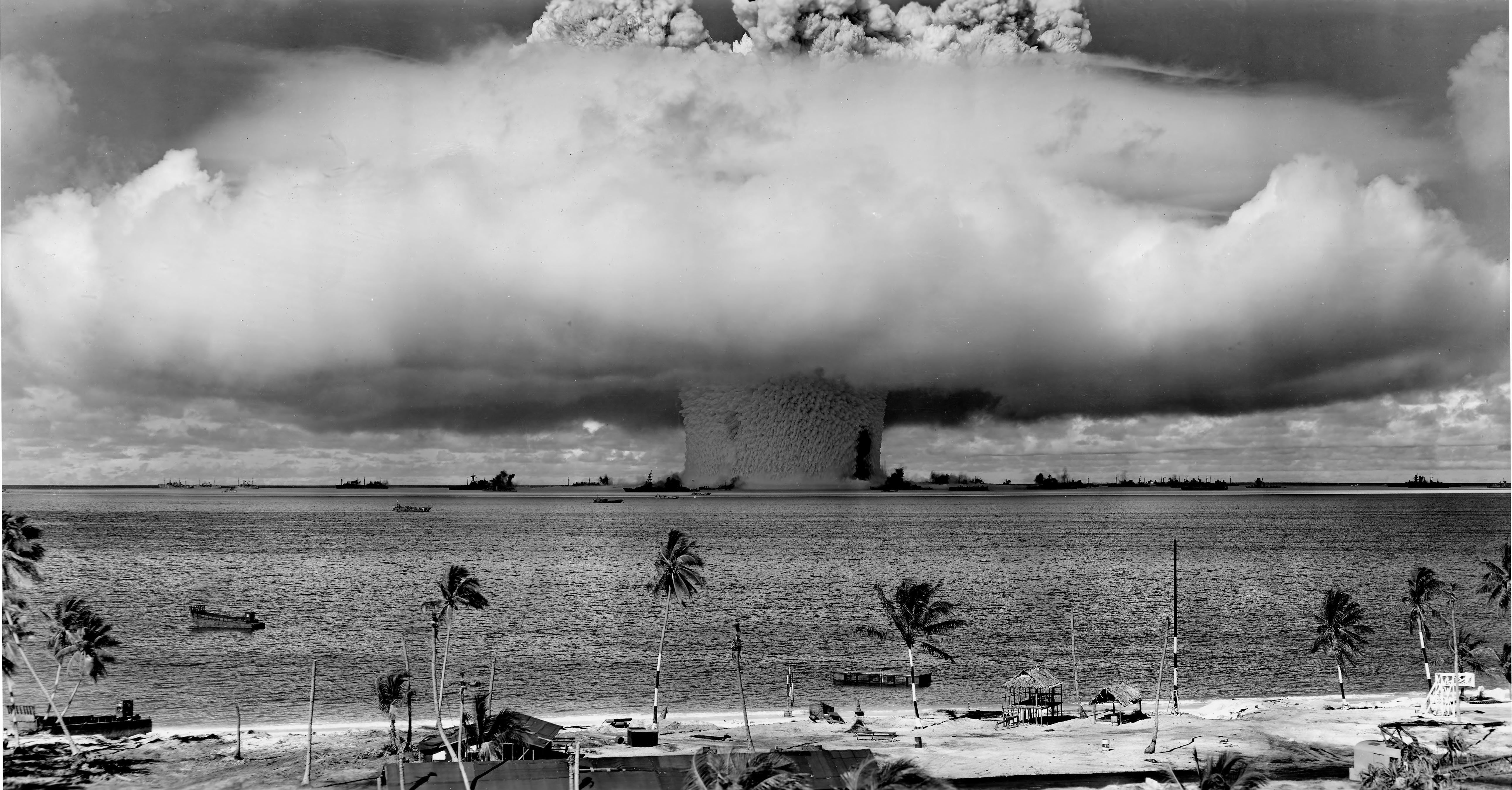
クロスロード作戦のベーカー核実験で発生した巨大な水柱

ビキニ環礁で行われた最初の核実験は、1946年7月1日と7月25日のクロスロード作戦である。これは1945年のニューメキシコ、広島、長崎に続く、史上4番目と5番目の原子爆弾の核爆発であり、第二次世界大戦後の最初の核実験であった。
大小71隻の艦艇を標的とする原子爆弾の実験であり、主要標的艦はアメリカ海軍の戦艦「ネバダ」、「アーカンソー」、「ニューヨーク」、「ペンシルベニア」、空母「サラトガ」などのほか、第二次世界大戦で接収した日本海軍の戦艦「長門」、軽巡洋艦「酒匂」ドイツ海軍の重巡洋艦「プリンツ・オイゲン」なども標的となった。

### キャッスル作戦（水爆実験）
1954年からは4度の水爆実験が実施された。

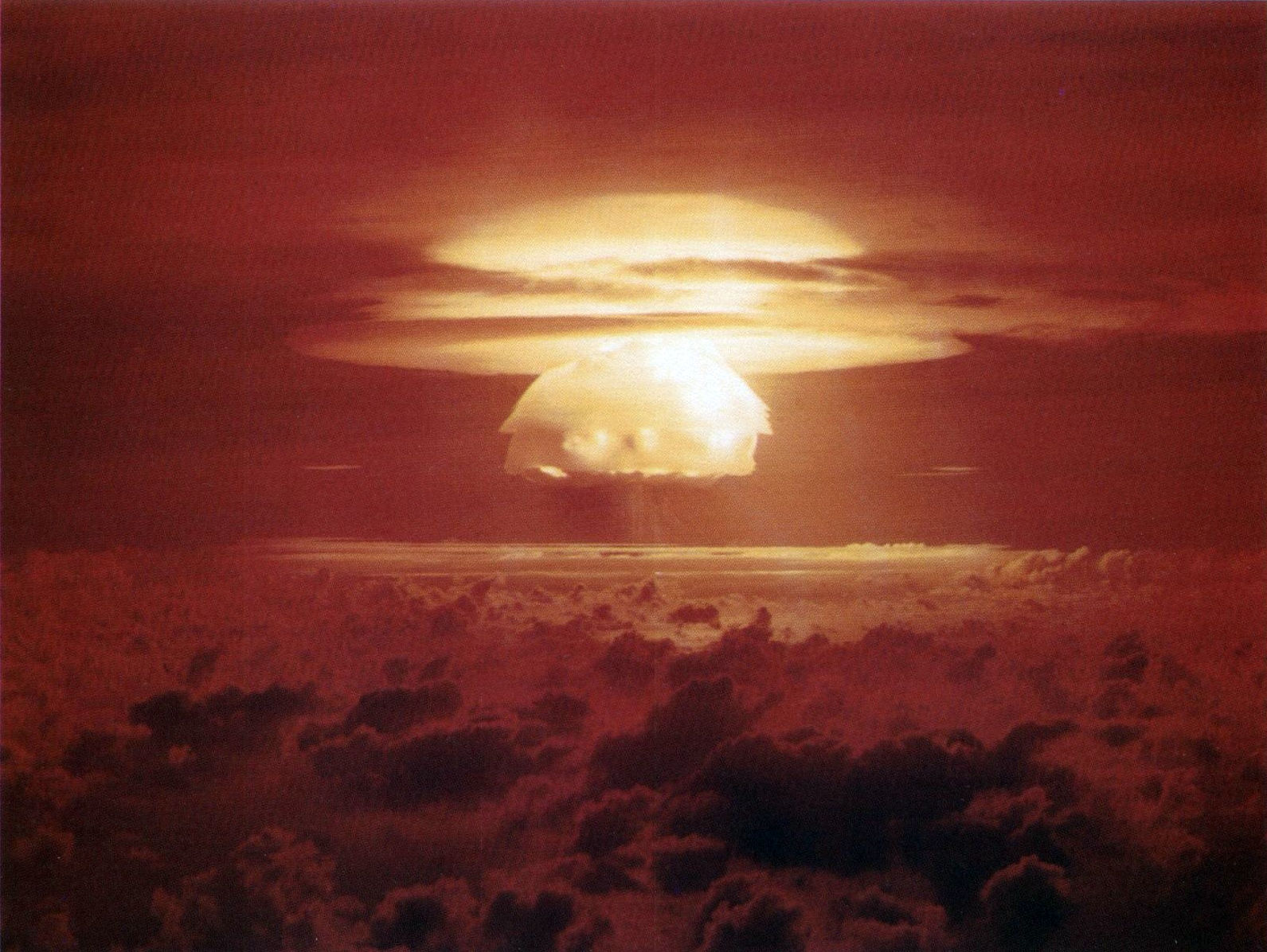
キャッスル作戦・ブラボー実験のキノコ雲

1954年3月1日のキャッスル作戦(ブラボー実験)では、広島型原子爆弾の約1,000倍の核出力(15Mt)の水素爆弾が炸裂し、海底に直径約2キロメートル、深さ73メートルのクレーターが形成された。このとき、日本のマグロ漁船・第五福竜丸をはじめ約1,000隻以上の漁船が、死の灰を浴びて被曝し、第五福竜丸無線長の久保山愛吉が半年後に死亡した。また、ビキニ環礁から約240km離れたロンゲラップ環礁にも死の灰が降り積もり、島民64人が被曝して避難することになった。この3月1日は、ビキニ・デーとして原水爆禁止運動の記念日となり、継続的な活動が行われている。
また、日本各地では1954年（昭和29年）5月13日から放射性物質を含んだ降雨（いわゆる放射能雨）が観測されるようになった。同年5月16日には京都市で8万6760カウントが記録されている。影響は農産物にも及び、同年5月21日には静岡県で採取された茶葉から10gあたり75カウントが計測されている。天水を飲料水として使用していた愛媛県の釣島灯台、佐多岬灯台の関係者にも放射線障害が認められている。

## 放射能調査
アメリカ合衆国は1958年から残留放射能の調査を開始し、1968年にはビキニ返還を約束して放射能除去作業を開始した。8月には「居住は安全である」との結論が出され、島民の帰島が許可され、実験に先立ち離島した167人の内139人が帰島した。1974年には140人の帰島が許可された。しかし、放射能の影響で身体的異常が多数発生したため、住民は再び離島を余儀なくされ、キリ島などに移住した。
1975年に島民は安全性に疑問を持ち、アメリカ政府に対して訴訟を起こした。
その後1975年、1976年、1978年に調査が行われ、1978年9月には再避難することとなった。1978年までには帰還住民のセシウム137の体内量が11倍に増加し、これが女性の流産や新生児の遺伝的異常につながっていた。2度目の避難の後、1980年、1982年にも米国による調査が実施された。
1986年に独立したマーシャル諸島共和国政府は、第三者による調査を実施した。その報告書は1995年2月に提出されたが、アメリカ合衆国連邦政府は報告書を承認しなかった。
1994年、マーシャル諸島政府は国際原子力機関 (IAEA) に放射能調査を依頼し、1997年5月にIAEAによる調査が開始された。1998年にIAEAは報告書「Radiological Conditions at Bikini Atoll: Prospects for Resettlement」 を発表し、その中で本環礁に定住し、そこで得られる食料を摂ると、年間15mSvに達すると推定され「永住には適さない」と結論づけた。

## 現況
島民は、強制的にロンゲリック環礁へ、さらにキリ島へと移住させられた。上記の理由もあって、現在も原島民は島に戻れていない。キリ島はビキニ島の半分の面積しかなく、400人の住民は食糧難により、アメリカ政府から生活保障費を受け取っている。ビキニ島に人が居住できるようになる（原島民が島に戻れる）のは、早くても2052年頃と推定されている。
2008年4月、オーストラリア研究会議 (ARC) は、ビキニ環礁のサンゴ礁の現状について発表した。その発表によると、ビキニ環礁面積の80%のサンゴ礁が回復しているが、28種のサンゴが原水爆実験で絶滅した。
アメリカの弾道弾実験の標的地になっている（射場はヴァンデンバーグ空軍基地など）。

## ビキニ（水着）の名称の由来
1946年7月1日の原爆実験（クロスロード作戦）の直後の1946年7月5日にルイ・レアールが、その小ささと周囲に与える破壊的威力を原爆にたとえて（"like the bomb, the bikini is small and devastating"）、ビキニと命名してこの水着を発表した。
ビキニの名称は、誤って「水爆実験になぞらえた」と言われることがある。ビキニ環礁における最初の水爆実験は1954年3月1日のもの（ブラボー実験）で、この水着の発表の8年後である。なお、人類最初の水素爆弾実験は、1952年11月1日、エニウェトク環礁におけるもの（アイビー作戦）である。

## 対外関係

### 姉妹都市・提携都市
- 基隆市（中華民国 台湾省）

## 世界遺産
座標: 北緯11度35分 東経165度23分 / 北緯11.583度 東経165.383度

### 登録基準
この世界遺産は世界遺産登録基準のうち、以下の条件を満たし、登録された（以下の基準は世界遺産センター公表の登録基準からの翻訳、引用である）。
- (4) 人類の歴史上重要な時代を例証する建築様式、建築物群、技術の集積または景観の優れた例。
- (6) 顕著で普遍的な意義を有する出来事、現存する伝統、思想、信仰または芸術的、文学的作品と直接にまたは明白に関連するもの（この基準は他の基準と組み合わせて用いるのが望ましいと世界遺産委員会は考えている）。